# Estación Plaza de Toros
Guadalupe, anteriormente llamada Plaza de Toros, es una de las estaciones del Sistema Integrado de Transporte MIO de la ciudad de Cali, inaugurado en el año 2008.

## Ubicación
Se encuentra ubicada sobre la calle 5 con carrera 56 cerca de Domino's Pizza, McDonald's y Movistar.

## Toponimia
El nombre de la estación se debe a la Avenida Guadalupe (Carrera 56), la cual es la perpendicular que cruza a la Calle 5, además del nombre que recibe el sector aledaño a la estación.

## Historia
La estación inició operaciones el día 15 de noviembre del 2008 recibiendo el nombre de "Plaza de Toros" con respecto a que frente a ella queda ubicada la Plaza de toros de Cali; sin embargo, en los últimos años, múltiples grupos animalistas han estado en desacuerdo con el nombre de la estación, señalando que se le hace "apología a una cruel práctica".
Tras casi una década de insistencia, gestión y conversaciones con Metrocali, estos grupos lograron en conjunto con la comunidad del sector renombrar la estación, la entidad los escuchó y realizó una socialización en el Comité de Planificación de la Comuna 19, en mayo de 2022, con el objetivo de conocer la percepción de los integrantes de la  JAL, JAC y grupos de interés sobre la propuesta, consiguiendo el 71% de aprobación para conseguir el cambio de nombre; y fue así como la ciudadanía empezó a votar por el nuevo nombre de la estación, entre los más destacados estaban: estación Guadalupe (ganador con un 40% de aprobación), estación Río Cañaveralejo, estación Liberación Animal y estación Nueva Tequendama.
La preparación para el cambio de nombre de la estación como el desmonte de señalizaciones y socialización inició el día 28 de junio, para que así el día 4 de julio del 2023 se diera como oficial el nombre de Estación Guadalupe.

## Características
La estación solo cuenta con un vagón y su única entrada se encuentra por donde se intersecan la calle 5 y la carrera 56.

## Servicios de la estación

### Rutas troncales
| Ruta | Estación Origen                        | Estación Destino            | Sentido (N/S) |
| ---- | -------------------------------------- | --------------------------- | ------------- |
| T31  | Terminal Paso del Comercio Cra 1 Cl 71 | Universidades Cra 100 Cl 16 | Ambos         |
| T47B | Terminal Andrés Sanín Cl 75 Cra 19     | UniversidadesCra 100 Cl 16  | Ambos         |
| T57A | Terminal Aguablanca Cra 28D Cl 101     | Capri Cl 5 Cr 78            | Ambos         |

### Rutas pretroncales
| Ruta | Origen                              | Trayecto                               | Destino                            |
| ---- | ----------------------------------- | -------------------------------------- | ---------------------------------- |
| P27D | Terminal Menga Av 3N Cl 70N         | Cl 70 - Av 6N - Centro - Av. Roosevelt | Capri Cl 5 Cr 78                   |
| P62A | Terminal Simón Bolívar Cl 25 Cra 66 | Cra 66 - Cl 5 - Av 4N                  | Las Américas Av 3N Cl 23AN         |
| P74  | Unidad Deportiva Cl 5 Cra 52        | Cra 56 - Aut. Suroriental              | Terminal Andrés Sanín Cl 73 Cra 19 |

### Rutas circulares
| Ruta | Origen                             | Trayecto                                                                                       | Destino                            |
| ---- | ---------------------------------- | ---------------------------------------------------------------------------------------------- | ---------------------------------- |
| C417 | Terminal Andrés Sanín Cl 73 Cra 19 | Tv 103 - Cr 27 - Av. Ciudad de Cali - Cr 99 - Troncal Cl 5 - Unidad Deportiva - Troncal Cr 15  | Terminal Andrés Sanín Cl 73 Cra 19 |
| C471 | Terminal Andrés Sanín Cl 73 Cra 19 | Troncal Cr 15 - Troncal Cl 5 - Unidad Deportiva - Cra 99 - Av. Ciudad de Cali - Cr 27 - Tv 103 | Terminal Andrés Sanín Cl 73 Cra 19 |

Notas
1. ↑  Llega a Universidades solo domingos y festivos.

## Sitios de interés
- Plaza de toros Cañaveralejo
- Cañaveralejo Mall
- Corporación autónoma regional del Valle del Cauca